# 다크랜드
《다크랜드》(Darklands)는 마이크로프로스가 1992년에 PC-DOS용으로 출시한 롤플레잉 게임이다. 다크랜드는 15세기 신성로마제국을 무대로 한다. 지리적 설정은 실제 역사와 정확하게 일치하지만, 초자연적인 요소도 많이 가지고 있다. 설명서가 말하는 바에 따르면, “그 시절 사람들의 상상 속에서만 가능하던 일들이 이제 현실이 되었다. 15세기를 실제로 살고 있다고 여길 만큼의 세계를 만들기 위해 많은 주의를 기울였다.”라고 요약하였다.

## 제작과 게임 형식
아놀드 헨드릭에 의해 설계된 다크랜드의 독특한 지리학적이고 역사적인 배경은 J.R.R 톨킨의 소설과 같은 환상 소설의 영향을 받은 게임들하고는 거리가 있다. 예를 들자면, 등장인물을 설정할 때에도 오직 인간만 고를 수 있으며, 직업에 따라서만 차이를 둘 수 있다.
많은 다른 롤플레잉 게임에서와 같이 모임 일원들이 등급 기반의 행동을 하게 할 수도 있지만, 숙련된 사용자라면 모임 일원들의 기술을 적절한 영역으로만 향상시킬 것이다.
이를테면, 게임 안의 성직자에 어울리는 인물은 (캐릭터 특성이 위와 같이 특성화되어 있기 때문에) 누구든 종교 학습과 치료 기술을 전문적으로 익히겠지만, 다른 RPG에서 (성직자에게) 제한된 손기술(문따기와 같은)을 익히게 하는 것도 가능하다.
다크랜드의 후속작에 대한 소문은 첫 타이틀이 나온 다음부터 꾸준히 있었다. 이 소문들은 설명서에서부터 퍼지기 시작했는데, 설명서에서 설계자가 다른 유럽의 다른 지역과 러시아와 다른 지역에 대한 확장 후속편들에 대한 계획을 언급했었기 때문이었다. 그러나 이 계획은 끝내 실천되지 못했다. 팬들은 후속작에 대한 계획이 없다는 것이 결정 된 이후로, 스펙트럼 홀로바이트/마이크로프로스 에게 다크랜드의 소스를 공개하라고 자주 요청하였으나, 아직 받아들여지지 않는다.
비록 상업적으로 큰 성공을 거두지는 못하였지만, 다크랜드는 독특한 게임 방식으로 그 당시의 RPG 팬들을 열광시켰다. 모임의 행동 묘사를 위한 의 대부분의 요소는 수작업 삽화로 꾸며진 문자 기반의 선택일람을 사용하고 있지만, 모임의 도시간 이동이나 전투 중에는 GUI를 활용하였다.

## 주목할 만한 요소
그 당시 다른 게임들과 차별화되는 다크랜드의 특징은 다음과 같다.
끝이 없다. 그러나 한참 진행한 이후 게임이 반복적이 되는 것을 우려하여 몇 가지 종류의 탐험을 지원했다. 이런 종류의 게임 진행은 때때로 모래상자 방식(게임 내부에서 가능한 동작을 자유롭게 수행할 수 있는 방식)으로 언급되곤 한다.
비선형적 이야기 구조를 가지고 있다. 사용자가 따라가야 하는 고정된 이야기가 없다. 그러나, 주 탐험을 따라가다 보면, 대참사를 막을 수 있는 사건은 포함되어 있다.
사용자는 탐험을 잘 끝내 명성을 얻든지, 악한 짓을 저질러 악명을 얻든지 선택할 수 있었다.
다크랜드에서 사용자의 평판은 지역마다 다를 수 있다(어느 지역에서는 환영받고 다른 지역에서는 악명을 떨칠 수 있다).
나이는 게임의 요소이다. 등장인물은 나이를 먹어감에 따라 물리적 능력을 잃어버리게 된다(특히 민첩성이 가장 많이 줄어든다). 그러나, 등장인물을 만들 때 더 나이가 많도록 설정하면, 더 많은 기술과 더 좋은 장비를 가지고 시작할 수 있다. 공통 전술은 매우 나이많은 화학자 또는 물리학자를 만들고(그리하면 매우 좋은 약품과 다른 도구를 가질 수 있다) 그리고 그들의 도구들을 더 젊은 등장인물에게 넘겨 주는 방법이 있다. 전투는 등장인물의 기술뿐 아니라, 아군의 무장과 상대의 장비에도 좌우되었다. 예를 들자면 판 갑옷을 장착한 적에게 칼을 사용하는 것은 도리깨나 철퇴, 또는 총을 사용하는 것보다 덜 효율적이다.

## 비평
마이크로프로스가 다크랜드를 출시한 뒤로, 사소한 것부터 커다란 것까지 여러 오류를 가지고 있었다.
그것들은 CTD 에러라고 불리는 여러 사례들을 포함한다. 덧붙여서, 등장인물 색 오류는 화면 위의 등장인물의 색이 무작위적으로 (자주 밝은) 색으로 바뀌어버리는 일도 발생하였다. 공식 설명서는 말하기를, “우리는 극도로 드문 문제가 전투 중인 캐릭터들이 전투 중에 몇몇 색이 바뀌는 문제의 원인이 되어 고생하는 점에 대해 매우 후회한다. 그러나 사용자는 다음 전투까지는 그 변화를 알 수 없다. 이 바뀐 문제있는 부분은 게임 저장 파일로 저장된다. 게이머는 옛 저장된 파일을 불러들임으로서 캐릭터들을 복구할 수 있다. 예를 들자면, 전투 3번에서 게이머는 Gretch 가 초록 머리를 가지게 되었다는 것을 알게 되면, 전투 2번을 불러들이면 복구할 수 있다. 우리는 이런 문제에 대하여 사과한다. 우리는 모든 종류의 도구를 사용했으나 이런 조건의 함정에 빠졌다. 그리고 이것을 위하여 수백 시간 동안 테스트하였다. 우리는 이것이 발생하는 조건을 만들어낼 수 있는 방법을 처음 우리에게 알려준 첫 사람의 이름의 공론화에 매우 감사한다”고 하였다.
대부분의 오류는 이어지는 패치로 수정되었지만, 1990년대 초는 아직 웹 환경이 구축되기 전이어서 대부분의 사용자들은 출시된 버전의 게임으로 진행하여야만 했다. 이 점이 다크랜드에게 엄청나게 오류가 많은 게임이라는 오명을 가지게 하였고, 때때로 게임이 제공하는 우수한 게임성을 깎아내리곤 했다.
그러나 이 점이 ‘모든 기간에 걸친 훌륭한 게임들’이라는 게임스폿의 목록에 오르는 것을 막지는 못했다.

## 다크랜드의 도시들
다크랜드에서 하나의 모임이 방문할 수 있는 모든 도시는 15세기의 신성로마제국에 실제로 존재하였던 곳이다. 대부분은 현재의 독일 지역이지만, 몇몇 지역은 덴마크, 네덜란드, 룩셈부르그, 프랑스, 스위스, 오스트리아, 체코와 폴란드도 있다. 게임에 설정된 도시의 이름은 옛 독일 이름이며, 몇몇 도시는 현재 다른 나라의 언어로 불린다. 새로운 지역 이름은 괄호 안에 표시되었다.